# Tourriers
Tourriers ist eine französische Gemeinde mit 787 Einwohnern (Stand 1. Januar 2022) im Département Charente in der Region Nouvelle-Aquitaine (vor 2016 Poitou-Charentes); sie gehört zum Arrondissement Confolens (bis 2017 Angoulême) und zum Kanton Boixe-et-Manslois. Die Einwohner werden Tourrierois genannt.

## Geographie
Tourriers liegt etwa 16 Kilometer nördlich von Angoulême. Umgeben wird Tourriers von den Nachbargemeinden Aussac-Vadalle im Norden und Nordosten, Jauldes im Osten, Anais im Osten und Südosten, La Boixe im Süden und Südwesten, Saint-Amant-de-Boixe im Westen sowie Villejoubert im Westen und Nordwesten.
Durch die Gemeinde verläuft die Route nationale 10.

## Bevölkerungsentwicklung
| 1962                       | 1968 | 1975 | 1982 | 1990 | 1999 | 2006 | 2019 |
| -------------------------- | ---- | ---- | ---- | ---- | ---- | ---- | ---- |
| 409                        | 467  | 543  | 584  | 579  | 587  | 697  | 758  |
| Quellen: Cassini und INSEE |      |      |      |      |      |      |      |

## Sehenswürdigkeiten
- Kirche Saint-Hilaire aus dem 17. Jahrhundert

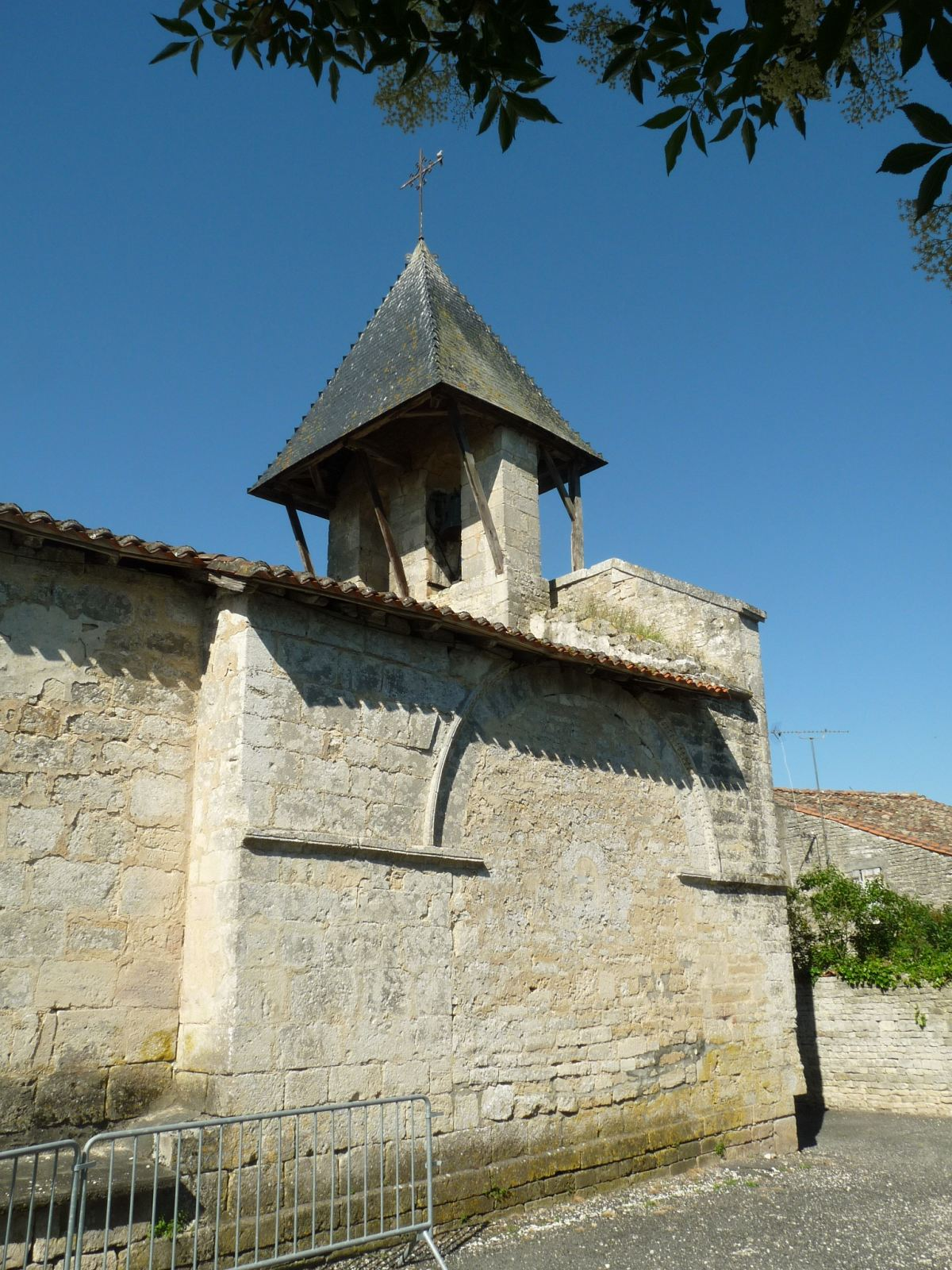
Kirche Saint-Hilaire